# Cristóbal Bencomo y Rodríguez
Cristóbal Bencomo y Rodríguez (San Cristóbal de La Laguna, 30 augustus 1758 – Sevilla, 15 april 1835) was een rooms-katholieke bisschop en biechtvader van koning Ferdinand VII van Spanje.
Bencomo was de drijvende kracht achter de oprichting van de Universiteit van La Laguna, de eerste universiteit van de Canarische Eilanden en in de vorming van het bisdom San Cristóbal de La Laguna in 1819 en de daaruit voortvloeiende verdeling van de Canarische Eilanden in twee bisdommen. Voor bisdom San Cristóbal de La Laguna waren op dit moment op de eilanden Tenerife, La Palma, La Gomera en El Hierro.
Bekroond vele koninklijke en kerkelijke titels, was hij een van de belangrijkste figuren van de Katholieke Kerk in Spanje. In 1818 benoemde koning Ferdinand VII hem tot grootinquisiteur van Spanje, maar hij weigerde de positie te aanvaarden. Paus Pius VII gaf hem het titulair aartsbisdom van Heraclea in Europa in partibus.

## Onderscheidingen
- Grootkruis in de Orde van Karel III.[6]